# Trachymene hemicarpa
Trachymene hemicarpa är en flockblommig växtart som beskrevs av George Bentham. Trachymene hemicarpa ingår i släktet Trachymene och familjen flockblommiga växter. Inga underarter finns listade i Catalogue of Life.